# María Galido Plaza
María Valentina Plaza y Galido (Pasay, 1 de junio de 1967) es una política filipina y gobernadora, desde el 2007, de la provincia de Agusan del Sur.

## Vida política
Es descendiente del fallecido congresista, el ex gobernador Demócrito O. Plaza y de la ex gobernadora Valentina Galido Plaza, ambos políticos locales como iconos de la región. Tras las elecciones realizadas ganó, por abrumadora mayoría, y obtuvo su victoria el 14 de mayo de 2007, ya en las encuestas locales se predecía su triunfo para ser elegida. 